# ルドルフ3世 (ハッハベルク＝ザウゼンベルク辺境伯)
ルドルフ3世（ドイツ語: Rudolf III、1343年 - 1428年）は、ハッハベルク＝ザウゼンベルク辺境伯ルドルフ2世とティーエルシュタインのカタリーナの息子である。彼は、1352年に父が亡くなった後、ハッハベルク＝ザウゼンベルクを継承したが、当時まだ未成年であったため、叔父のオットー1世が摂政を務めた。成人後、ルドルフ3世とオットー1世は共同で統治を行い、1384年にオットーが亡くなるまで続いた。ルドルフ3世は、ハッハベルク＝ザウゼンベルク辺境伯の中で最も重要な人物とされている。

## 統治

### 建設活動
ルドルフ3世は多くの建設プロジェクトを開始した。1360年に彼の居城であるレッテルン城に二つの門楼、大規模な建物一つ、そして塔を加えた。1387年と1392年にも大規模な建物が追加された。1401年には、レッテルン村に教会（現在は福音主義教会）を建設し、1418年にこの教会を彼の領土の主要教会に拡張した。ルドルフ3世と彼の二度目の妻アンナの墓碑は、この教会内にあり、上ライン地方のゴシック美術の重要な例とされている。

### 領土の拡張
ルドルフ3世は長い治世の間に、その領土を大きく拡大した。主な事例として以下が挙げられている
- 1365年、ハッティンゲン（ドイツ語版）村をバーゼルの司教と交換し、ヘルシュタイン（ドイツ語版）を獲得[3]。
- 1366年、叔父オットー1世からザウゼンベルク（英語版）の分割地を獲得。
- 1368年、ミュンヒ家（英語版）の騎士コンラート・フォン・ミュンヒからヴァイル・アム・ライン、ヴィンタースヴァイラー（ドイツ語版）、ヴェルムリンゲン（ドイツ語版）の村、およびハルティンゲン（ドイツ語版）の数か所の荘園、さらにオトリコンの村と城（フリートリンゲン城（ドイツ語版））を購入[4]。また、ハウエンシュタイン家（ドイツ語版）のヴィルヘルム・フォン・ハウエンシュタインとその息子ヘンマン・フォン・ハウエンシュタイン（ドイツ語版）からドッセンバッハを購入した[5]。
- 1394年、フライブルク伯コンラート3世（ドイツ語版）と共にバーゼル司教コンラート・ミュンヒ（ドイツ語版）からブライスガウ（英語版）の修道院領を封地として授与された[6]。
- 1400年、ノイエンシュタイン領（ゲルスバッハ（英語版）、シュレヒトバッハ、ライトバッハ（ドイツ語版）、キュルンベルク（ドイツ語版）、シュヴァイクマット（英語版）を含む）を購入した。ノイエンシュタイン城はザンクト・ブラジエン修道院（英語版）の所有であったが、1401年には修道院がノイエンシュタイン城に対する権利を放棄した[7]。

## 結婚と子女
ルドルフ3世は1373年にリヒテンベルクのアーデルハイトと結婚し、その後1387年にフライブルク＝ノイエンブルクのアンナと再婚した。1387年2月13日、ルドルフ3世はフライブルクのコンラート3世とノイエンブルクのエルゼとの間でアンナの婚姻契約を結んだ。アンナの持参金は12000フローリンで、その一部はゼンハイムの市と地域に相当し、イシュタイン城が含まれていた。アンナとの間に7人の息子と6人の娘をもうけた。1407年の時点で生存していたのは息子3人と娘5人。そのうち1人の息子と3人の娘は1419年にペストの犠牲となった。息子のオットー3世・フォン・ハッハベルク（1388年 - 1451年）は1411年から1434年までコンスタンツ司教を務め、1415年にコンスタンツ公会議でヤン・フスの処刑に関与した。ルドルフ3世を継承したのは、最年少のヴィルヘルムであった。

### 歴史小説
- Elke Bader: Anna von Rötteln — im Hagelsturm der Begierde, Jakobus-Verlag, Barsbüttel, 2008, ISBN 978-3-940302-11-3（アンナ・フォン・レッテルンはアンナ・フォン・フライブルクと同一人物）

## ギャラリー

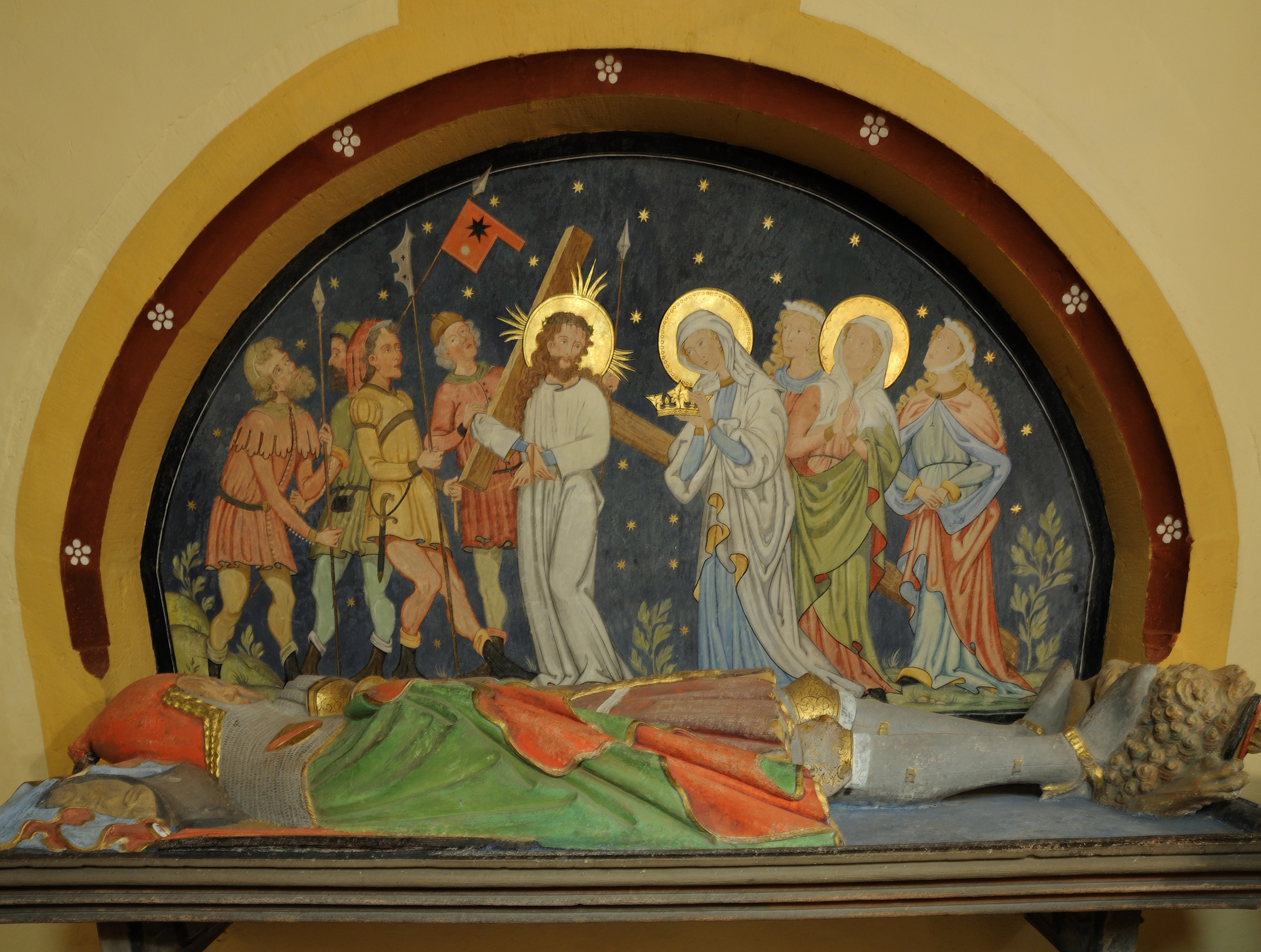
墓所となる壁龕
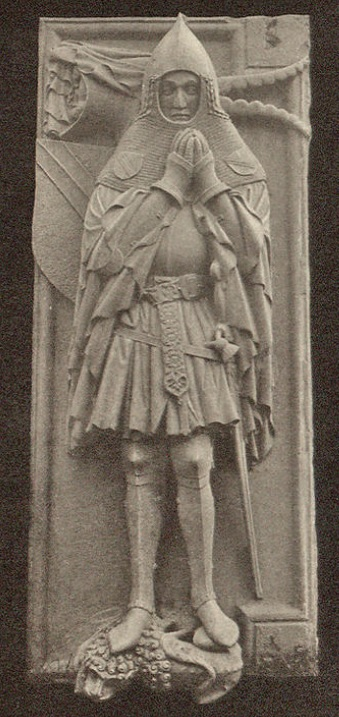
墓を覆う砂岩板に刻まれたルドルフ3世の像
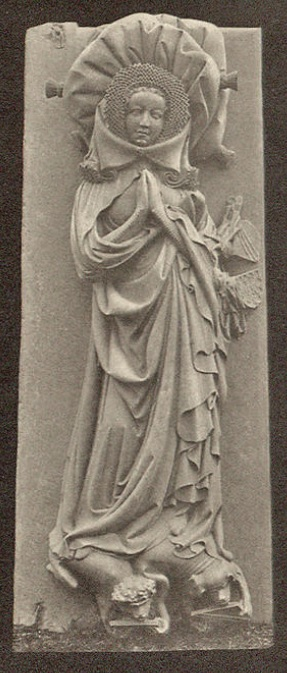
墓を覆う砂岩板に刻まれたアンナの像
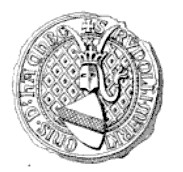
ルドルフ3世の印章
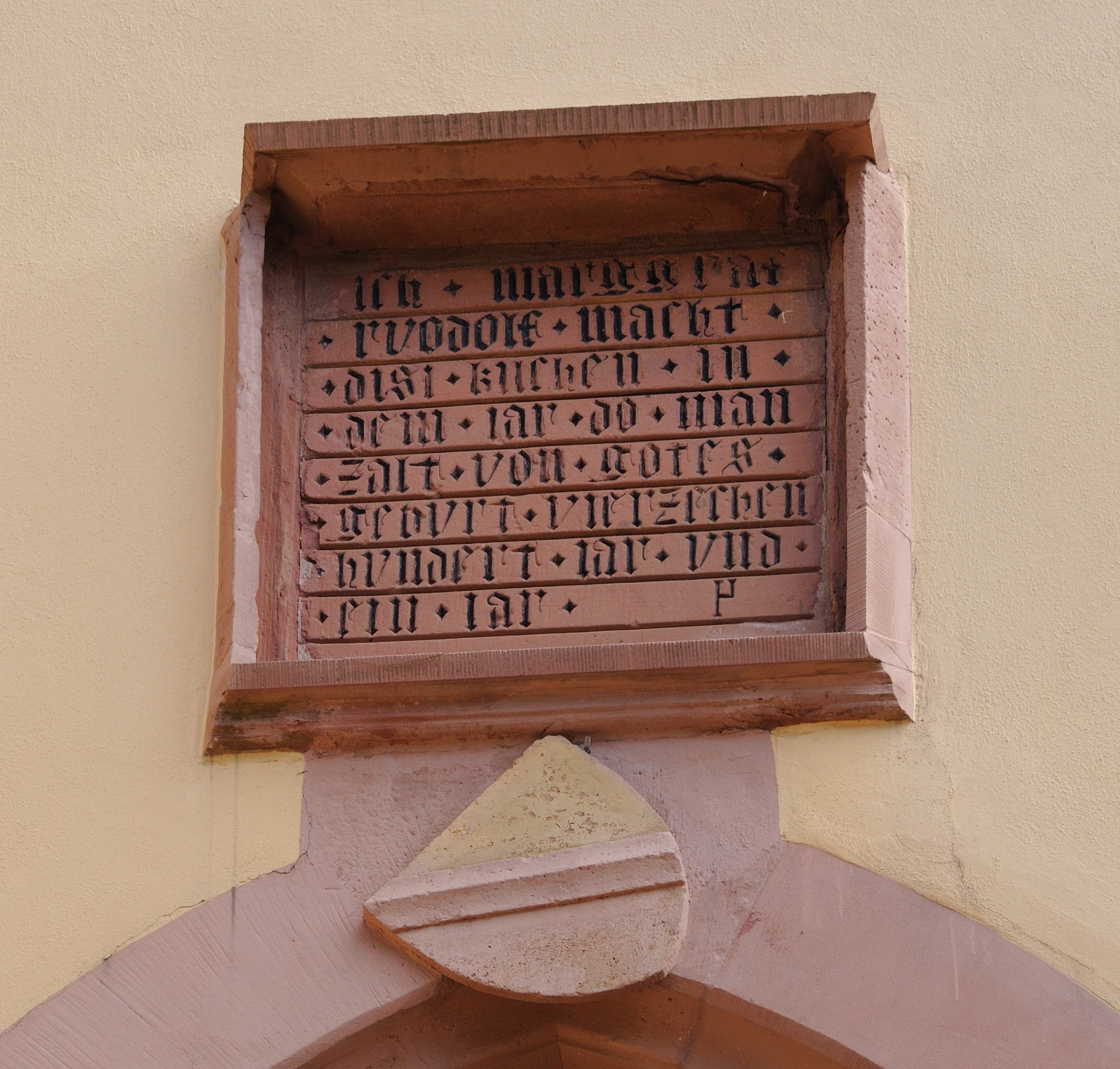
教会に掲げられた銘板